# Pujo
Pujo ist eine französische Gemeinde mit 670 Einwohnern (Stand 1. Januar 2022) im Département Hautes-Pyrénées in der Region Okzitanien (vor 2016: Midi-Pyrénées). Die Gemeinde gehört zum Arrondissement Tarbes und zum Kanton Vic-en-Bigorre.
Die Einwohner werden Pujolais und Pujolaises genannt.

## Geographie
Pujo liegt circa 13 Kilometer nördlich von Tarbes in dessen Einzugsbereich (Aire urbaine) in der historischen Provinz Bigorre am nordwestlichen Rand des Départements.
Umgeben wird Pujo von den acht Nachbargemeinden:
| Saint-Lézer | Vic-en-Bigorre                              | Camalès               |
| Talazac     | Kompassrose, die auf Nachbargemeinden zeigt | Villenave-près-Marsac |
| Siarrouy    | Andrest                                     | Marsac                |

## Einwohnerentwicklung

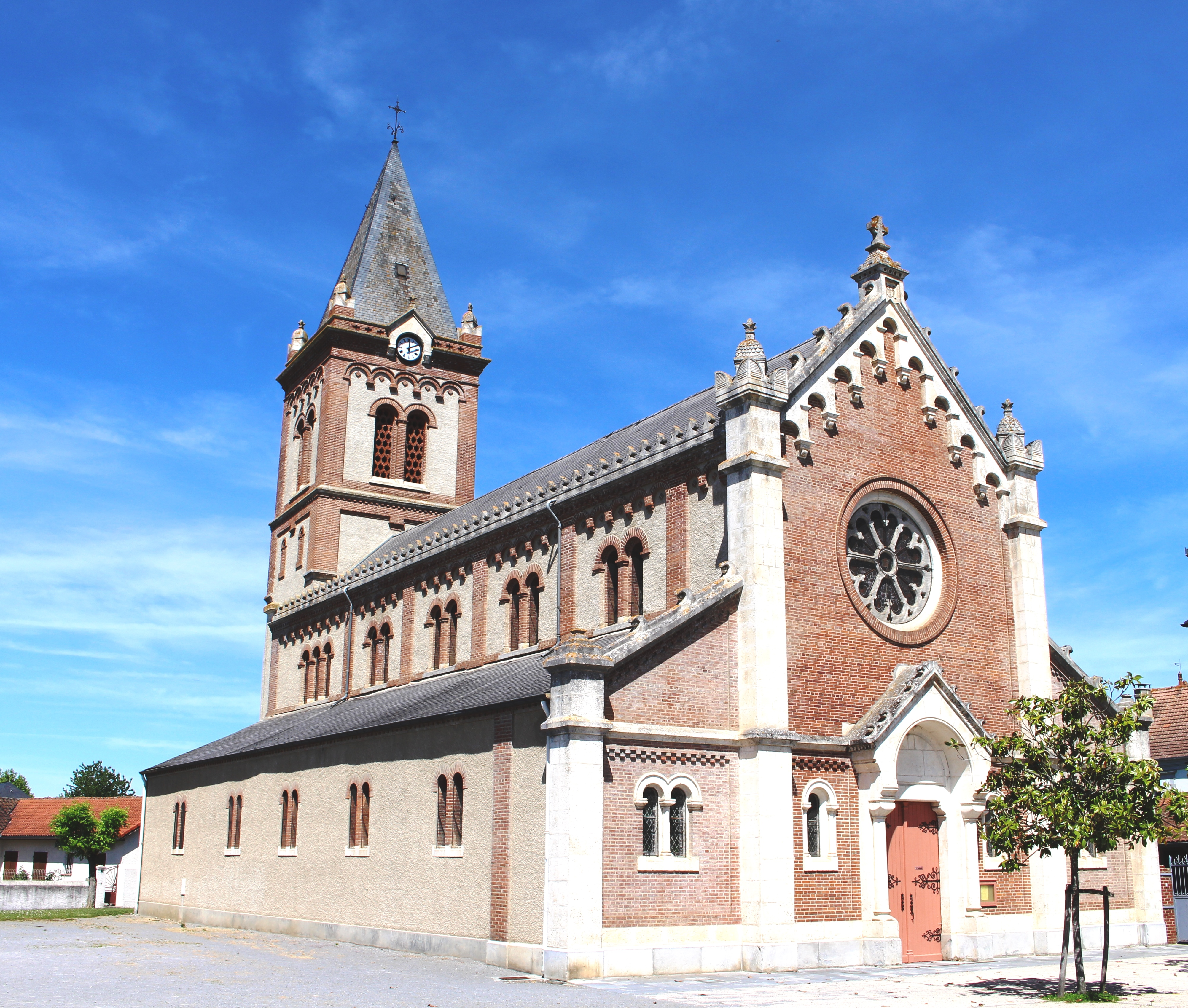
Pfarrkirche Saint-Nicolas

Nach Beginn der Aufzeichnungen stieg die Einwohnerzahl bis zur Mitte des 19. Jahrhunderts auf einen ersten Höchststand von rund 610. In der Folgezeit sank die Größe der Gemeinde bei kurzen Erholungsphasen bis nach dem Zweiten Weltkrieg auf rund 415, bevor eine Phase mit zeitweise kräftigem Wachstum einsetzte, die bis heute anhält und dazu führt, dass der bisherige Höchststand der Einwohnerzahl übertroffen wird.
| Jahr      | 1962 | 1968 | 1975 | 1982 | 1990 | 1999 | 2006 | 2011 | 2022 |
| --------- | ---- | ---- | ---- | ---- | ---- | ---- | ---- | ---- | ---- |
| Einwohner | 488  | 518  | 535  | 520  | 585  | 579  | 596  | 614  | 670  |

## Sehenswürdigkeiten
- Pfarrkirche Saint-Nicolas

## Wirtschaft und Infrastruktur

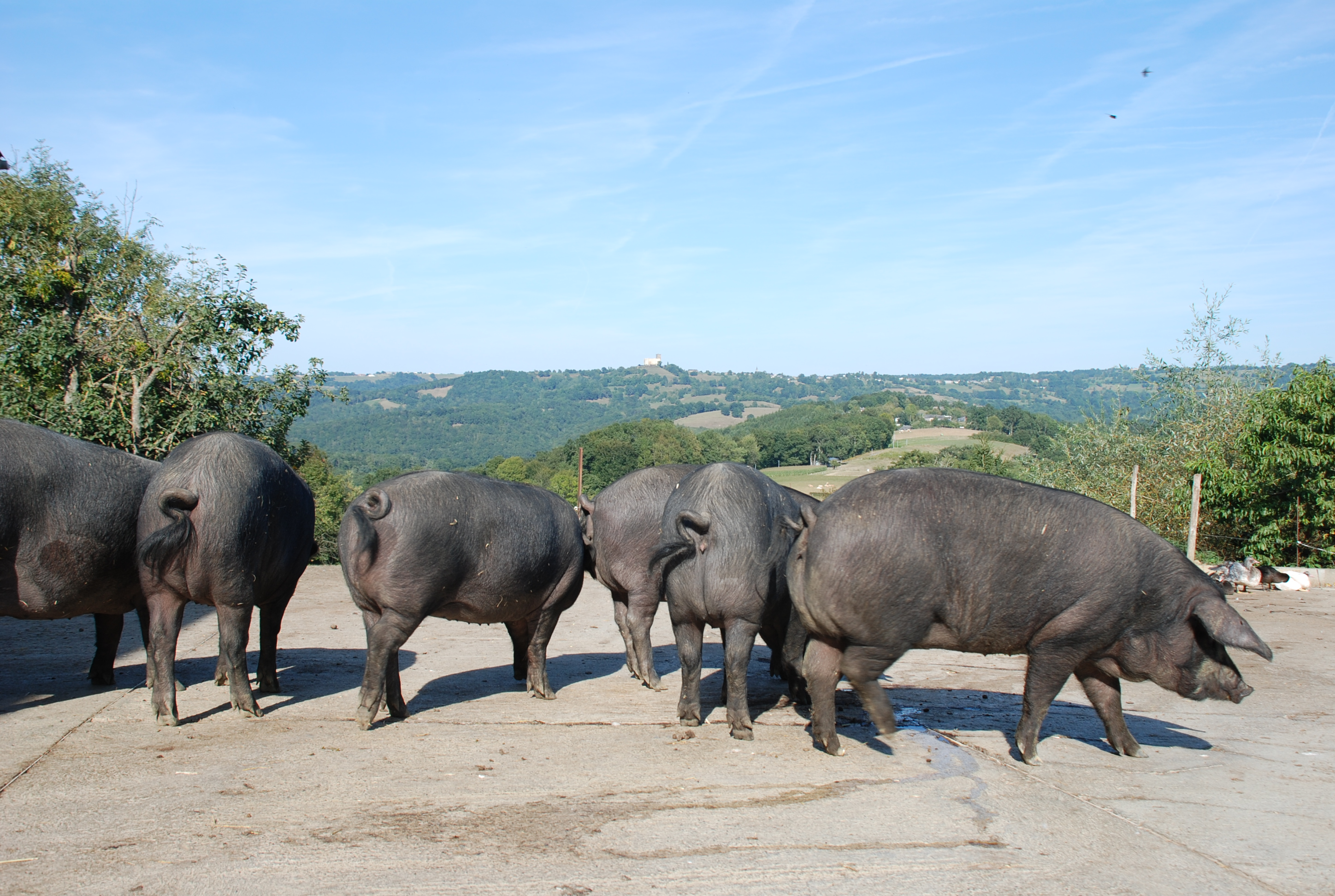
Porcs Noirs de Bigorre

Pujo liegt in den Zonen AOC der Schweinerasse Porc noir de Bigorre und des Schinkens Jambon noir de Bigorre.

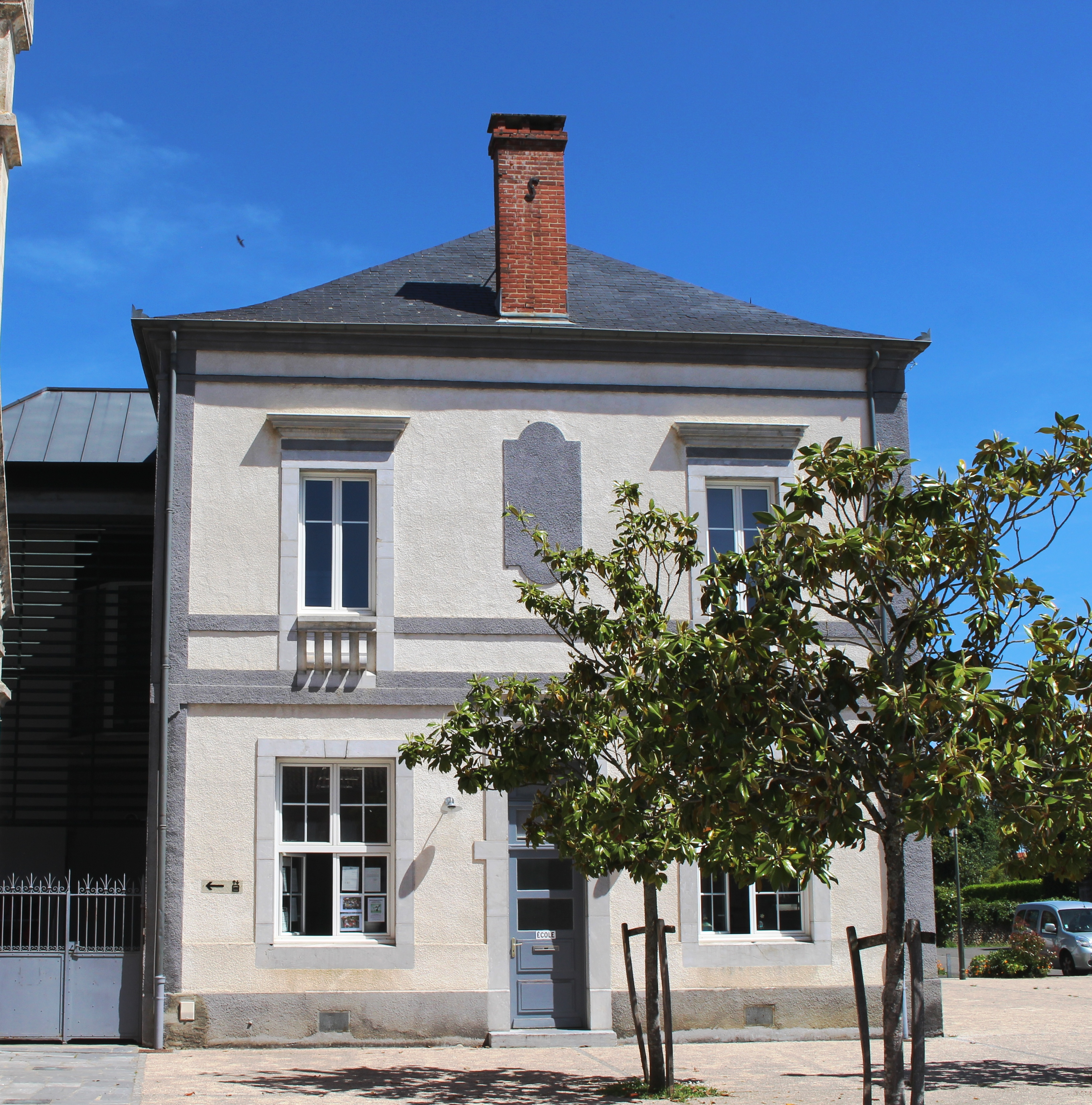
Schulgebäude

### Bildung
Die Gemeinde verfügt über eine öffentliche Grundschule mit 31 Schülerinnen und Schülern im Schuljahr 2019/2020.

### Verkehr
Pujo ist erreichbar über die Routes départementales 53, 835 und 935, die ehemalige Route nationale 135.

## Persönlichkeiten
- Vincent Abbadie, geboren am 26. Mai 1737 in Pujo, gestorben am 18. März 1814 in Châteauneuf-sur-Loire, war französischer Chirurg im Hospital Bicêtre und in den Diensten der französischen Marine.[8]